# Trotorhombia metachromata
Trotorhombia metachromata är en fjärilsart som beskrevs av Walker 1861. Trotorhombia metachromata ingår i släktet Trotorhombia och familjen Uraniidae. Inga underarter finns listade i Catalogue of Life.